# Desaparición de Christina Calayca
Christina Calayca (nacida el 19 de diciembre de 1986) era una joven canadiense de origen filipino que desapareció del parque provincial de Rainbow Falls, en la provincia canadiense de Ontario, en el verano de 2007.

## Trasfondo
Christina Calayca nació en diciembre de 1986, hija de Elizabeth Rutledge y Mario Calayca, matrimonio filipino que se divorció poco después de cumplirse su primer año de vida. De origen filipino y emigrada a Canadá en 1980, Elizabeth Rutledge retornó a Canadá con su pequeña hija volando desde Mindanao (Filipinas).
Calayca nunca había estado en Filipinas, aunque su madre pensaba viajar algún día con ella. Tenía un hermano menor, Michael Rutledge, que tenía 15 años en el momento de su desaparición. Calayca fue criada como una católica devota y, según su madre, había empezado a rezar a la edad de un año. En el verano de 2007, Calayca vivía en el barrio de Cabbagetown de Toronto y trabajaba nueve horas al día en un campamento de verano organizado por la guardería de Santa Bernadette, junto a la escuela católica D'Arcy McGee. Antes de su desaparición, Calayca asistió al George Brown College y se graduó con un certificado en Educación Infantil en 2006. Calayca pasaba la mitad de su sueldo a su madre, lo que permitía a Rutledge abandonar varios trabajos secundarios para centrarse en su carrera como asesora financiera autónoma. Los investigadores creen que Calayca no mantenía una relación sentimental en agosto de 2007. La información sobre el caso no se ha hecho pública por formar parte de una investigación activa.
Las declaraciones de su familia describen a Calayca como una persona trabajadora y una líder nata, con ambiciones de realizar trabajo misionero en Filipinas e irse de vacaciones con su familia a Panamá antes de asistir a la escuela de magisterio de la Universidad York. Calayca ocupó un puesto de liderazgo en un grupo juvenil afiliado a la iglesia, Juventud para Cristo, y fue responsable de la organización de una de sus mayores conferencias. También había contribuido con un importante número de horas de voluntariado a un ministerio juvenil afiliado. Antes de su desaparición, había formado parte de un grupo de excursionistas que se perdió en el sendero de Seaton, cerca de Oshawa, y que sólo salió de la selva después de vagar sin rumbo durante algún tiempo.
Los familiares señalaron que Calayca también tenía fobias, como miedo a las arañas y a los roedores, pero que había ayunado y no era muy exigente con la comida, rasgos que su madre creía que le permitirían sobrevivir en la naturaleza. También había sufrido una inflamación callosa años antes, cuando pisó una aguja por accidente y no se la quitaron inmediatamente, lo que permitió que se le incrustara en el pie y le dejara una lesión duradera que le hacía doloroso correr o estar de pie durante largos periodos de tiempo. A consecuencia de la lesión, Calayca se mantenía en forma jugando al voleibol y sólo de vez en cuando intentaba correr.
En el momento de su desaparición, Calayca pesaba entre 56,5 y 58 kilos y medía 1,57 m. Tenía los ojos marrones y el pelo negro ondulado hasta los hombros con mechas naranjas en el flequillo. Su tono de piel se ha descrito como de tez oscura de Asia oriental, y los investigadores señalaron que en el momento de su desaparición gozaba de buena salud pero estaba en malas condiciones físicas.

## Desaparición

### Preparativos

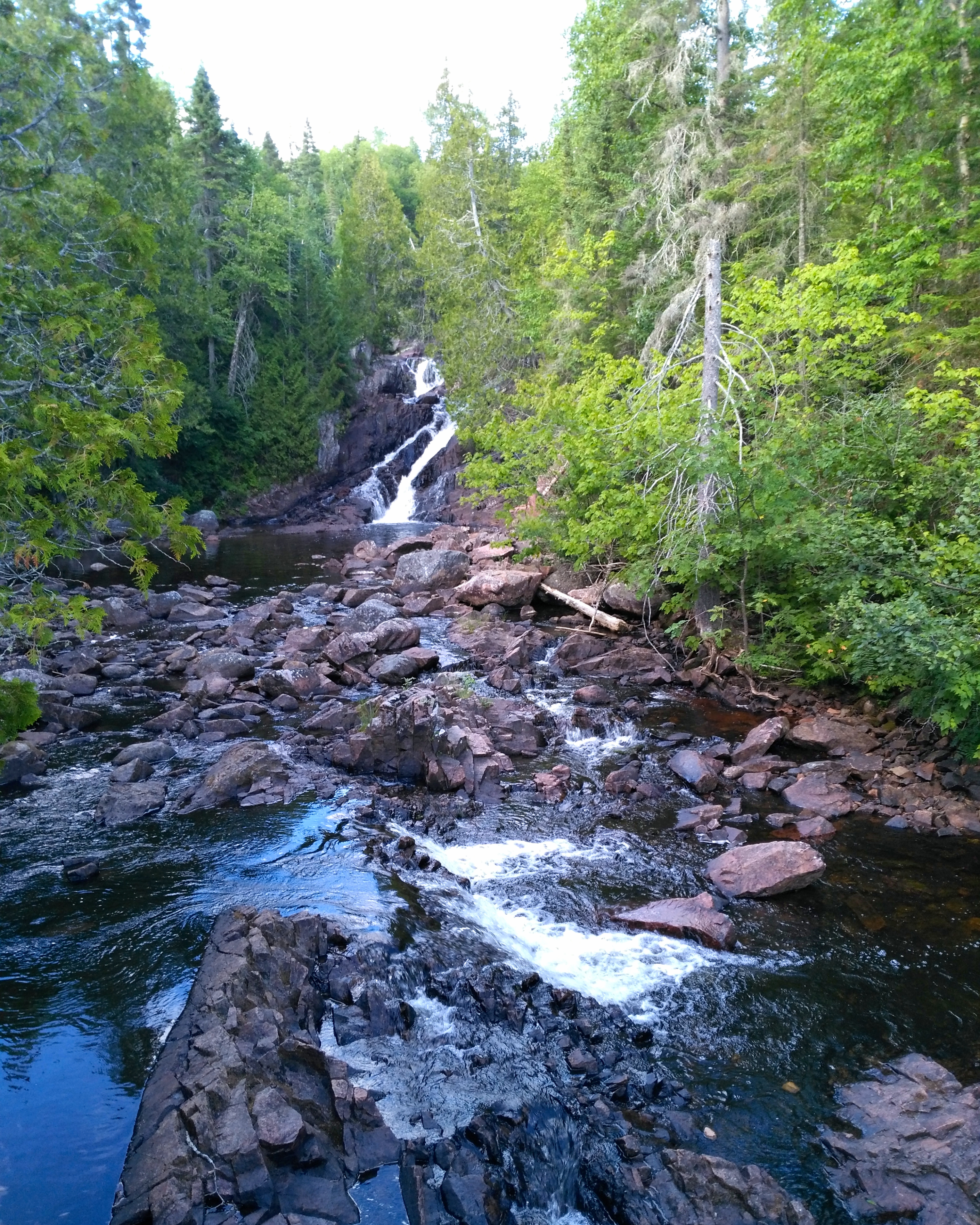
Imagen del parque provincial de Rainbow Falls, donde Christina acampó con sus amigos y posteriormente desapareció.

Antes de la Fiesta Cívica de 2007, que tiene lugar en Canadá cada primer lunes de agosto, Christina Calayca tenía intención de participar en una conferencia de jóvenes que se celebraba en Montreal, pero descubrió que el coste del viaje sería demasiado caro. En lugar de asistir a la conferencia, Calayca y tres amigos -su prima, Faith Castulo (20 años); y dos amigos de Juventud para Cristo, Edward "Eddy" Migue (20 años) y Joe "J.B." Benedict (19 años), hicieron planes para acampar en el parque provincial de Rainbow Falls, en el noroeste de Ontario, durante ese puente.
El parque provincial tiene una superficie de unas 575 hectáreas y está situado en la carretera 17, entre las localidades de Schreiber y Rossport. En el parque hay dos zonas de acampada: la principal, en el lago Whitesand, situada a menos de un kilómetro de las puertas del parque; y la de Rossport, a tres kilómetros al oeste por la autopista transcanadiense. Todos los campings están equipados con una hoguera metálica, pero el resto de servicios, incluidas las duchas, se ofrecen en una estación central. La mayoría de las rutas de senderismo de la zona son cortas, generalmente de unos 3 km., a excepción de la ruta Casque Isles Trail, de 53 km., que atraviesa el parque y se extiende desde Rossport hasta Terrace Bay. El parque ha sido descrito por los investigadores como "una de las zonas más escarpadas" de la provincia, ya que fuera de sus rutas de senderismo establecidas la zona está cubierta de espesos matorrales y acantilados de hasta 240 metros de altura.
Ninguno de los cuatro participantes en el viaje tenía experiencia en acampadas y ninguno había estado nunca tan al norte como Thunder Bay. Aunque habían planificado el viaje lo suficiente como para que Calayca avisara a sus compañeros de trabajo de adónde iba, no comunicó a su madre el destino exacto. La decisión de dónde pasar el fin de semana largo se tomó tecleando la palabra clave "cataratas" en un motor de búsqueda en línea y seleccionando el tercer resultado.

### Domingo 5 de agosto
Hacia el mediodía del domingo 5 de agosto de 2007, Calayca y el resto de su grupo llegaron al parque provincial de Rainbow Falls tras conducir entre 14 y 15 horas desde Toronto en un Honda CR-V verde que pertenecía a la madre de Calayca. El grupo había salido de Toronto el día anterior hacia las 10 de la mañana, parando en Sault Ste. Marie, el parque provincial de Neys y Schreiber por el camino. También se habían retrasado al quedarse sin combustible en las afueras de Wawa. Aunque habían reservado la parcela 72 en el camping del lago Whitesand, el grupo se trasladó a la parcela 88, ya que estaba situada en una zona más privada a lo largo del lago que la parcela 72, que estaba en la carretera principal que atraviesa el camping. El parque estaba muy concurrido, con cerca de tres cuartas partes de sus 97 campings ocupados por visitantes, la mayoría de los cuales eran lugareños de las comunidades cercanas.
Calayca y sus amigos pasaron el resto de la tarde instalándose y relajándose en el camping antes de echarse a dormir la siesta durante media hora hacia las 18:30. La alarma que debía despertar al grupo no lo hizo y permanecieron durmiendo hasta las 22:30 aproximadamente. Después de despertarse encendieron una hoguera y pasaron las siguientes horas apiñados y asando a la parrilla en ella. El grupo se terminó casi toda la comida y consumió varias bebidas alcohólicas, aunque según Migue ninguno de ellos bebió lo suficiente como para intoxicarse. La última fotografía conocida de Calayca se tomó justo después de la medianoche, ya lunes 6 de agosto; en la foto aparecen ella, Migue y Benedicto atendiendo una sartén sobre el fuego, y fue tomada por Castulo. El grupo apagó finalmente el fuego hacia las 3:30 y se acostó hacia las 4 de la madrugada, momento en el que Calayca bromeó con que el grupo debería ir a nadar antes de señalar que estaba demasiado oscuro para hacerlo.

### Lunes 6 agosto
Hacia las 6:30 horas de la madrugada, ocho minutos antes del amanecer, Calayca pidió a Migue que la acompañara al puesto de socorro y, según Migue, él y Calayca decidieron hacer footing a la vuelta. Los relatos difieren en cuanto a si la pareja decidió tomar caminos diferentes inmediatamente o si intentaron correr juntos hasta que Calayca, incapaz de seguir el ritmo de Migue, decidió tomar una ruta alternativa. Los dos se separaron en una intersección cerca de la entrada del parque y justo al sur del puesto de socorro, con Migue siguiendo la carretera hacia la autopista 17 y Calayca optando por un camino diferente que conducía a las Rainbow Falls, las cascadas que dan nombre al parque. Este es el último avistamiento confirmado de Calayca.
La última vez que Migue la vio, Calayca llevaba una camiseta a rayas granates y moradas (descrita alternativamente como de manga larga o una camiseta), una sudadera con capucha azul, pantalones negros de la talla 36 y zapatillas de correr blancas. Fotos anteriores de Calayca indican que también había llevado al viaje una camiseta amarilla de "Lucky in Love", una sudadera con capucha gris y unas gafas de sol grandes. Migue contó más tarde que el estado de ánimo de Calayca en ese momento parecía optimista, lo que se consideraba normal en ella.
Paul Gauthier, residente en Schreiber, declaró posteriormente a la policía que podría haber visto a Calayca la mañana de su desaparición. Según Gauthier, había estado acampando en la sección Rossport del camping, a unos 3 km del terreno donde ella y sus amigos habían pasado la noche. Gauthier estaba tomando café fuera de su autocaravana hacia las 9 horas de la mañana cuando vio a una mujer asiática no identificada salir corriendo de la carretera y atravesar el camping. La policía interrogó a Gauthier varias veces sobre el avistamiento, pero hasta la fecha no ha podido confirmado si la persona que vio era Calayca.

## Investigación

### Búsqueda inicial, 6-10 de agosto
Tras separarse de Christina Calayca, Edward Migue siguió el camino hacia la autopista 17 con la intención de llegar al camping de Rossport. Sólo llegó hasta una zona de pícnic junto a la carretera, donde grabó "FCJE", las iniciales de los cuatro miembros de su grupo, en una roca, antes de dar media vuelta. Aproximadamente una hora después de que él y Calayca salieran a correr, Migue regresó al camping y empezó a buscar un hacha para cortar unos troncos de gran tamaño, pero no la encontró. Joe Benedict y Faith Castulo se despertaron sobre las 9:30 horas. Al principio, el grupo no se preocupó de que Calayca aún no se hubiera reunido con ellos, y Castulo sugirió que probablemente su prima estaba dando un paseo por el bosque para despejar la mente. Mientras esperaban a que volviera, Benedict se duchó en el puesto de socorro y se detuvo en una de las playas del parque para ver si estaba Calayca, mientras Castulo y Migue preparaban el desayuno.
Cuando Calayca aún no había regresado a las 11 de la mañana, sus amigos empezaron a buscarla. Benedict y Migue condujeron por la carretera hasta las cataratas y luego buscaron en el sendero del Lago Superior y en el sendero de las cataratas Rainbow, dos senderos forestales divergentes por los que ella podría haber trotado. Aunque había otras personas en los senderos, los dos hombres no les pidieron ayuda. Alrededor de las 13:45 horas, el grupo dejó una nota para Calayca en el camping por si regresaba mientras ellos estaban buscando, y tenían la intención de conducir hasta Rossport, donde termina una de las rutas de senderismo. Mientras preguntaban por mapas de senderos en la portería del parque, informaron al personal del parque de que Calayca había desaparecido. Tras aconsejar al grupo que informara de la situación a la Policía Provincial de Ontario, el personal del parque empezó a llamar por teléfono y a buscar a Calayca por los senderos y playas de la zona. Sus amigos denunciaron oficialmente su desaparición sobre las 14 horas, siete horas y media después de haber sido vista por última vez, y su madre, Elizabeth Rutledge, fue informada de la situación sobre las 16 horas.
Bajo el mando del sargento de la OPP Eric Luoto, el Equipo de Respuesta a Emergencias de la Región Noroeste de la OPP asumió la responsabilidad de la primera búsqueda de Calayca, estableciendo un puesto de mando en el parque cercano al lago Whitesand.La búsqueda duró un total de 17 días, una de las más largas de la historia de la región, y en ella participaron unos 100 agentes de policía, bomberos, buzos y especialistas no afiliados a la policía, aunque durante los cuatro primeros días sólo participaron unos 30. Los buscadores utilizaron GPS, radares submarinos de barrido lateral, cámaras de infrarrojos y cuatro unidades caninas, así como dos aviones, un hidroavión, tres helicópteros y vehículos marítimos. Los pilotos de la Civil Air Search and Rescue Association (CASARA) también participaron en las dos primeras semanas de la búsqueda, enviando al menos un avión cada día para ayudar a buscar señales de Calayca. Durante la búsqueda, la mayoría de las declaraciones a los medios de comunicación fueron realizadas por la portavoz regional de la OPP, la sargento Deb Tully.
El tiempo en Rainbow Falls el 6 de agosto era favorable, entre 15 °C de mínima y 23 °C de máxima, y la niebla que suele cubrir el lago Superior se había disipado. Las condiciones empeoraron brevemente el martes 7 de agosto, cuando una fuerte tormenta cayó sobre la zona, pero las temperaturas volvieron a subir y la zona experimentó unas semanas inusualmente cálidas mientras se realizaba la búsqueda. La lluvia tuvo un efecto secundario duradero en la búsqueda, ya que provocó que una gran cantidad de hojas se desprendieran de las copas de los árboles y cubrieran el suelo. Las dificultades del terreno supusieron un grave problema para los buscadores, que sufrieron tres lesiones: un adiestrador de perros con un esguince de tobillo, otro adiestrador con una rodilla torcida y un socorrista que sufrió laceraciones en la cara al intentar descender en rápel por un acantilado. También se perdió un perro de búsqueda en el bosque durante la búsqueda. Por motivos de seguridad, no se realizaron búsquedas nocturnas.
Al principio de la búsqueda se desplegaron unidades caninas, pero cuando llegaron al lugar de los hechos había pasado casi un día entero desde la última vez que se vio a Calayca y no pudieron captar su olor. La OPP envió a los investigadores a explorar el sendero de Rainbow Falls y el de Casque Isles, dividiendo a los agentes en equipos de tres para buscar en el camino principal de cada sendero, así como en la zona situada a ambos lados del sendero. Partiendo de la base de que Calayca estaba viva pero perdida, recorrieron los 53 kilómetros del sendero de Casque Isles durante varios días, gritando con frecuencia su nombre.
La OPP también desplegó "equipos apresurados" para buscar en los alrededores del lugar donde Calayca fue vista por última vez, concentrando sus esfuerzos a lo largo de corredores naturales y antropogénicos fuera del sendero, como ríos o tendidos eléctricos, que una persona puede seguir cuando se pierde. Los investigadores determinaron la zona de búsqueda basándose en el perfil de comportamiento habitual de los excursionistas perdidos, utilizando un método estadístico para determinar que probablemente se encontraría a Calayca en un radio de 8 kilómetros desde el lugar donde se la vio por última vez, como ocurre en el 90% de los casos de personas desaparecidas en bosque. Esta táctica se vio perjudicada por la dificultad del terreno de la zona, el posible avistamiento en Rossport y un conocimiento erróneo del perfil de comportamiento de Calayca.
Aunque durante estas búsquedas se recuperaron algunos objetos de interés, ninguno se ha relacionado oficialmente con Calayca. Un equipo que buscó en los alrededores de las cataratas del Arco Iris recuperó un par de calcetines de un profundo charco de agua del río Hewitson, en la base de las cataratas, así como una huella de pisada en una zona musgosa cercana. Según los investigadores, es probable que los calcetines fueran demasiado grandes para Calayca y los intentos de analizar su ADN no han sido concluyentes. Aunque la huella coincidía con el número de calzado de Calayca, sin un dibujo conservado de la pisada era imposible determinar si había sido creada por una de sus zapatillas de correr. No obstante, un agente de identificación de Thunder Bay participó en la investigación para crear un molde de escayola de la huella para su posterior estudio forense. Otra unidad localizó un lugar en el que una rama rota y un envoltorio de caramelo sugerían que había descansado una persona, pero el ADN recuperado del envoltorio se analizó en el laboratorio Molecular World de Thunder Bay y resultó no coincidir con el perfil genético de Calayca.
Las unidades aéreas empezaron a utilizar imágenes térmicas para buscar a Calayca el cuarto día de búsqueda, mientras que los aviones sin equipos de infrarrojos realizaban vuelos de una hora de duración fuera de la zona que buscaban los apresurados equipos sobre el terreno. Desde el aire, los buscadores observaron algunas zonas con mayor actividad de aves carroñeras, como buitres y cuervos, así como un lugar con un cobertizo. En los rastreos terrestres de estos lugares no se encontraron señales de Calayca.
Algunos de los recursos policiales implicados en la búsqueda se desviaron después de que se encontrara el cuerpo de un hombre de Sault Ste. Marie en una tienda de campaña al sur de Wawa el viernes 10 de agosto, pero el lunes 12 de agosto el número de agentes implicados en la búsqueda había aumentado a unos 70. Los agentes se desviaron de nuevo a otra investigación sobre una persona desaparecida cerca de Nipigon el miércoles 15, pero pronto se determinó que se trataba de una falsa alarma.
Durante los primeros días de la búsqueda se distribuyeron carteles de personas desaparecidas en las comunidades cercanas, incluida Schreiber.

### Búsqueda voluntaria y marítima, 11-23 de agosto
Aunque se les pidió que no participaran en la búsqueda, la familia de Calayca acampó en los alrededores de Thunder Bay durante el tiempo que duró la búsqueda, y Elizabeth Rutledge llegó al día siguiente de que se denunciara la desaparición de su hija. El agente de la OPP Keith Jones se reunió con la familia cuando llegaron a la zona y les puso en contacto con Raúl Escarpe, sacerdote católico y compatriota filipino-canadiense que ofició misas especiales para la familia varias veces durante la búsqueda. A medida que aumentaba el interés de los medios de comunicación por la situación, los portavoces de la OPP negaron que el escrutinio público desempeñara algún papel en el mantenimiento de la búsqueda.
Mike King, alcalde de Terrace Bay, y Pat Halonen, concejal de Schreiber, organizaron un equipo voluntario de búsqueda que recorrió la zona el fin de semana siguiente a la desaparición de Calayca. Entre 100 y 200 vecinos de la zona, incluido Don McArthur, exalcalde de Schreiber, participaron en una búsqueda organizada por Tracy Anderson, jefe de bomberos de Terrace Bay. Según Halonen, entre los voluntarios había una "buena mezcla" de buscadores experimentados. La primera búsqueda, el sábado 11 de agosto, duró ocho horas y abarcó la zona comprendida entre la playa este del parque provincial y la autopista 17, comenzando en el río Hewitson y dirigiéndose al este hacia Schreiber. El domingo 12 de agosto se llevó a cabo otra jornada de búsqueda, en la que participaron entre 50 y 80 voluntarios, miembros de la familia de Calayca, a quienes se había prohibido participar en la investigación, y los amigos de Calayca, Joe Benedict y Edward Migue. Los voluntarios volvieron al parque el lunes 13 de agosto para seguir buscando a Calayca, aunque en menor número, ya que muchos tuvieron que volver al trabajo.
La unidad de búsqueda submarina de la OPP utilizó un sonar para investigar las masas de agua locales, incluido un profundo estanque de agua en la base de las cataratas Rainbow, donde se recuperaron pruebas que nunca se han relacionado de forma concluyente con Calayca. Como parte de su búsqueda, los buscadores marinos participaron en el proceso de trineo, en el que dos buceadores en una embarcación similar a un trineo eran arrastrados por el agua por una embarcación de la OPP, lo que les permitía mirar directamente hacia abajo en secciones despejadas del lago Whitesand.
En medio de la frustración por la falta de resultados, el padre de Calayca, Mario Calayca, se dirigió por primera vez a los medios de comunicación el 13 de agosto y anunció que llevaría a otros siete familiares a la zona de búsqueda para apoyar la investigación, aunque él y cuatro familiares abandonaron la zona para regresar a Toronto tras vigilar la zona desde un helicóptero de la policía el 16 de agosto. La familia de Calayca fue perdiendo la confianza en que la encontrarían, aunque incluso el 17 de agosto, once días después de iniciada la búsqueda, el comandante regional de la OPP, Mike Armstrong, siguió asegurándoles a ellos y a los medios de comunicación que sus posibilidades de sobrevivir eran altas, ya que las condiciones favorables del parque hacían improbable la deshidratación y la hipotermia.
La policía inició una última búsqueda concentrada para encontrar a Calayca el martes 21 de agosto, diciendo a los medios de comunicación que creían que Calayca era una "persona que no respondía" y que no sería capaz de responder si oía a los buscadores llamarla por su nombre. En ese momento, la mayoría de los demás recursos policiales, incluidos aviones y unidades caninas, se habían retirado de la búsqueda, dejando sólo entre 20 y 25 agentes para realizar la búsqueda concentrada y buzos para continuar investigando las masas de agua cercanas. Por consejo del sargento de la OPP Don Webster, coordinador provincial de búsqueda y rescate, la búsqueda de Calayca se suspendió el jueves 23 de agosto. El día después de que se suspendiera la búsqueda de Calayca, Rutledge dijo a los periodistas que ella misma seguiría buscando a su hija. En aquel momento, la familia creía que Calayca había sido secuestrada y que ya no se encontraba en el parque provincial de Rainbow Falls.
Tras la cancelación de la búsqueda policial inicial, la investigación sobre la desaparición de Christina Calayca se estancó. Los intentos posteriores de los investigadores de rastrear la zona no consiguieron encontrar ninguna prueba que pudiera explicar su desaparición. Los investigadores interrogaron a Joe Benedict, Faith Castulo y Edward Migue tres veces después de la búsqueda inicial, pero estos interrogatorios no aportaron ninguna información nueva. Ninguno de los amigos de Calayca que la acompañaron al parque provincial de Rainbow Falls ha sido considerado sospechoso de su desaparición. En los meses posteriores a su desaparición, la policía comunicó a la familia de Calayca que estaban siguiendo 60 pistas relacionadas con su caso, incluidas entrevistas con otros campistas que abandonaron el parque ese fin de semana.

### Respuesta pública
La familia de Calayca celebró una vigilia a la que asistieron más de 600 personas en la iglesia católica Príncipe de la Paz de Scarborough el 15 de agosto, y otra en Rainbow Falls el 8 de septiembre. Su empleador, St. Bernadette's Day Care, también organizó una vigilia por ella el 15 de agosto. Se celebró una misa en su honor en la escuela católica Darcy McGee para conmemorar el primer aniversario de su desaparición el 6 de agosto de 2008.
En enero de 2008, la madre de Calayca creó un sitio web y un grupo de Facebook dirigido por su tía, Karen Caguicla, para buscar concienciar sobre el caso. La familia también participó en varias búsquedas no oficiales, la primera de las cuales tuvo lugar el 7 de septiembre de 2007.
En marzo de 2009, se celebró A Day Goes By: A Tribute to Christina, una colaboración entre artistas musicales de la comunidad filipina de Toronto, cuyos beneficios se destinaron a financiar otra búsqueda en Rainbow Falls.

### Búsquedas privadas
La madre de Calayca financió múltiples búsquedas privadas en los alrededores del parque provincial Rainbow Falls recaudando fondos a través del Grupo Find Christina Calayca y retirando dinero del fondo fiduciario de su hija. La primera recaudación de fondos organizada por la familia tuvo lugar el 10 de diciembre de 2007 y solicitó donaciones a través de la venta de un CD titulado Missing You. El 28 de mayo de 2008, con una nueva búsqueda prevista para el mes siguiente, la familia organizó una subasta silenciosa para recaudar fondos adicionales. El 10 de agosto de 2008 se organizó otra recaudación de fondos.
La primera búsqueda financiada con fondos privados, en colaboración con la OPP, costó a Rutledge 44 000 dólares de los 48.000 que la familia había recaudado hasta entonces, y en ella participaron 22 buscadores voluntarios que trabajaron durante cinco días. El sargento Eric Luoto, de la OPP, dirigió de nuevo la búsqueda policial, con la esperanza de aprovechar las zonas en las que la vegetación era demasiado espesa para realizar una búsqueda adecuada en verano de 2007, pero que se habían raleado durante el invierno.
También se desplegó un equipo de cinco socorristas entrenados en rapel para buscar pruebas en los acantilados de la zona; en un principio se había previsto que buscaran en la zona el 19 de noviembre de 2007, pero no pudieron trabajar debido a las malas condiciones meteorológicas. Una vez que la policía concluyó su búsqueda, se permitió a la familia y a los voluntarios llevar a cabo su propia búsqueda, dirigida por el adiestrador canino Doug Teeft, de Halifax, que proporcionó su equipo de perros rastreadores de cadáveres para la expedición. El grupo canino de Ottawa Ottawa Valley Search and Rescue Dog Association (OVSARDA) y ocho equipos de perros rastreadores de los Estados Unidos también participaron en la búsqueda.  
Esta fase de la búsqueda se organizó con la ayuda de la Fundación John Francis, con sede en Minnesota, y comenzó el 13 de junio de 2008. El equipo de voluntarios llamó a la policía para informar de un comportamiento extraño de los perros de búsqueda en una zona concreta, y aunque este comportamiento no sugería que se hubieran encontrado restos humanos, sólo se observó en las proximidades de un gran agujero. Los técnicos forenses de la OPP investigaron el agujero y la zona circundante el miércoles 18 de junio, pero no encontraron pruebas que explicaran el comportamiento de los perros ni que relacionaran el lugar con la desaparición de Calayca.
El 30 de octubre de 2008, se celebró en Richmond Hill la gala Bring Christina Home Fundraising Gala para concienciar sobre el caso de Calayca, presentada por el presentador de noticias Francis D'Souza y en la que intervinieron como oradores el boxeador profesional George Chuvalo y el defensor de los desaparecidos David Francis. También actuaron la cantante Stephanie Martin y el concursante de Canadian Idol Andrew Austin. Para promocionar el acto, el grupo Find Christina Calayca fue entrevistado por el periodista Charles "Spider" Jones en su programa de radio CFRB 1010 el 5 de octubre.
En noviembre de 2008 se llevó a cabo una segunda búsqueda, financiada con fondos privados, en la que participó un equipo de seis perros rastreadores de cadáveres que investigaron la zona en la que se había visto a Calayca por última vez. Según el director de la búsqueda, Jeff Hasse, los seis perros detectaron el olor de restos humanos en el fondo del río Hewitson, pero el caudal y la profundidad del río dificultaron cualquier otra investigación sobre esta pista.
En marzo de 2009, gran parte del apoyo familiar y comunitario a los esfuerzos de búsqueda de Rutledge se había desvanecido. Las ventas del CD A Day Goes By: A Tribute to Christina CD sólo generaron 610 dólares de los 20 000 que se calculaba que costaría una tercera expedición. En una entrevista de marzo de 2009 con periodistas del Toronto Star, Rutledge admitió que estaba dispuesta a abandonar la búsqueda tras veinte meses sin resultados, en parte debido a un incidente ocurrido en noviembre de 2008 en el que ella y varios miembros de su familia estuvieron a punto de chocar con un alce en la autopista 17 mientras buscaban a su hija.
Una tercera y última búsqueda financiada por la familia comenzó el 19 de septiembre de 2009 en lo que los buscadores denominaron "condiciones perfectas". La búsqueda fue dirigida de nuevo por Jeff Hasse y pretendía centrarse en la zona a lo largo del río Hewitson donde los perros de búsqueda habían detectado la posible presencia de restos en noviembre de 2008. Además de los familiares, participaron en la búsqueda 21 voluntarios de los Recursos de Búsqueda, Rescate y Recuperación de Minnesota (SRRRMN). Los buscadores se dividieron en ocho unidades y fueron enviados a investigar lugares de interés, incluidas algunas zonas inspeccionadas el día anterior al inicio de la búsqueda principal.
Aunque los buscadores afirmaron haber encontrado más pruebas posibles, una búsqueda de la OPP realizada el 14 de octubre de 2009 no logró encontrar ninguna pista nueva. Para entonces, Rutledge había vendido su casa y se había mudado a un apartamento de dos dormitorios con su hijo para financiar la investigación, pero cuando su tercera búsqueda financiada con fondos privados no consiguió encontrar ninguna prueba nueva, declaró a los periodistas que se enfrentaba a la disyuntiva de utilizar el dinero que le quedaba para seguir financiando la investigación o pagar los estudios universitarios de su hijo. Desde 2009 no se ha llevado a cabo ninguna búsqueda con financiación privada.

### Años posteriores
Los restos humanos descubiertos en la zona de Thunder Bay en octubre de 2010 fueron investigados como posibles de Calayca, pero posteriormente se determinó que no estaban relacionados.
En una entrevista de 2021, el sargento Don Webster, oficial retirado de la OPP, dijo a la publicación en línea Elliot Lake Today que en el transcurso de la investigación había reunido una gran carpeta con toda la información disponible sobre el caso Calayca, y se había reunido con la familia para hablar de la investigación. Webster reveló que parte de la información sobre el caso no se ha hecho pública, ya que forma parte de una investigación activa.
La desaparición de Christina Calayca sigue siendo investigada por la división de Nipigon de la Policía Provincial de Ontario. En el año 2022 el caso seguía tratándose como el de una persona desaparecida. El gobierno de Ontario llegó a ofrecer una recompensa de 50 000 dólares por cualquier información que condujera a su paradero.

## Teorías
Cuando se denunció la desaparición de Calayca, la postura oficial de la Policía Provincial de Ontario era que sospechaban que había sido atacada por un oso. Se recurrió a un consultor del Ministerio de Desarrollo del Norte, Minas, Recursos Naturales y Silvicultura para que ayudara a investigar esta teoría, pero Stephen Herrero, de la Universidad de Calgary, la puso en duda más tarde. Herrero, autor de un libro de referencia sobre ataques de oso, sugirió que "no era imposible, pero sí muy improbable" que un oso hubiera atacado a Calayca, ya que durante la búsqueda inicial no se encontraron ropas rasgadas, sangre ni marcas de arrastre, y un oso no habría viajado más de 600 pies (algo más de 182 metros) con una presa. No se cree que los lobos salvajes de la zona hubieran atacado a Calayca, ya que los ataques de lobos son extremadamente raros.
Una de las explicaciones sugiere que Calayca fue víctima de un accidente. Los investigadores de la OPP han alegado que la falta de experiencia de Calayca en el senderismo por la naturaleza probablemente la llevó a perderse y desorientarse en la densa maleza del bosque. Sin embargo, la madre de Calayca se ha preguntado por qué su hija se desvió de los senderos bien señalizados del bosque dada su inexperiencia, y cómo pudo conseguir pasar desapercibida durante las dos semanas y media que la policía pasó buscándola por la zona. Los investigadores también alegan que no encontraron señales del tipo de alteración que suele producirse después de que una persona abra un camino a través de la densa vegetación.
Antes de Calayca, sólo otra persona había desaparecido mientras recorría los senderos del parque y había sido localizada en un plazo de nueve horas. Durante la investigación de la desaparición de Calayca, el sargento de la OPP Eric Luoto afirmó que los equipos de búsqueda y rescate del noroeste de Ontario reciben cada año entre 30 y 40 llamadas para localizar a personas perdidas, y que en más del 95% de los casos logran encontrar a la persona en 24 horas.
Sin embargo, en esos años se produjeron algunos casos atípicos: el 16 de mayo de 2006, más de un año antes de la desaparición de Calayca, el plantador de árboles Aju Iroaga, de Hamilton, desapareció en una zona situada a unos 70 km al norte de White River, Ontario; su caso tampoco se ha resuelto, pero al igual que el de Calayca, las primeras especulaciones apuntaban a que podría haber sido atacado por un animal. Antes de esto, la desaparición de Jeffrey Turtle el 4 de julio de 2005 en la Primera Nación Pikangikum también había desencadenado una búsqueda de 17 días por parte de la OPP que no consiguió localizar a Turtle ni determinar por qué había desaparecido.
La familia de Calayca ha sugerido que es poco probable que desapareciera intencionadamente para romper los lazos con su comunidad y su familia. Calayca mantenía una fuerte relación con su familia y había sido la responsable de organizar la fiesta del 50 cumpleaños de su madre el 28 de julio de 2007, sólo nueve días antes de su desaparición. En el podcast The True Crime Files se ha señalado que en un complot de este tipo habría participado al menos otra persona, que no tendría que haberse presentado en los años transcurridos desde la desaparición para que el caso siguiera sin resolverse. Los rumores que afirman que Calayca iba a contraer un matrimonio concertado y que era infeliz como consecuencia de ello y de sus limitadas opciones profesionales no están respaldados por ningún testimonio ofrecido por los investigadores, la familia u otras personas cercanas a ella en vida.

### Juego sucio
En 2018, Rutledge y otros miembros de la familia de Calayca declararon que creían que había sido secuestrada o asesinada, señalando que la autopista transcanadiense facilitaría el acceso de un atacante a la zona y que su naturaleza confiada podría haberla hecho vulnerable a un asesino oportunista. Karen Caguicla, tía de Calayca y directora del grupo Find Christina Calayca, defendió la postura de la familia de que su sobrina había sido víctima de violencia diciendo a los periodistas que "Christina es demasiado lista para perderse". El tráfico en la zona fue mayor de lo habitual, pero normal para un fin de semana largo, debido a los campistas que celebraban la Fiesta Cívica y viajaban para asistir a eventos locales, incluido el Dragfest anual que suele atraer a una multitud de diez mil asistentes.
A pesar de las sugerencias de que tuvieron algo que ver con su desaparición, los tres amigos que acompañaron a Calayca a Rainbow Falls no fueron considerados sospechosos según los investigadores o la familia de Calayca. Edward Migue, la última persona confirmada que vio a Calayca, ha expresado desde entonces su arrepentimiento por haberla dejado caminar sola la mañana de su desaparición.
La mayoría de los visitantes del parque provincial de Rainbow Falls proceden de comunidades cercanas al parque, y son raros los viajeros que vienen de lugares tan lejanos como Toronto. Don McArthur, exalcalde de Schreiber, ha declarado que no cree que un residente de las comunidades locales hubiera agredido a Calayca. Según McArthur, el único asesinato que sabía que se había producido en Schreiber ocurrió en 2005 y probablemente estaba relacionado con el tráfico ilegal de drogas.
En el podcast sobre crímenes reales de la CBC The Next Call, el presentador David Ridgen especuló con la posibilidad de que Denis Léveillé, sospechoso de la desaparición sin resolver de Melanie Ethier en 1996 y con un historial de abusos sexuales a chicas adolescentes, fuera responsable de otros casos de personas desaparecidas en Ontario. Ridgen incluyó a Calayca en una lista de niñas y jóvenes desaparecidas en Ontario en la época en que Léveillé estaba en activo.
Una teoría propuesta por los presentadores del podcast Cold Case Detective sugiere que Calayca podría haber estado lavándose los pies en las cascadas y haber sido atacada por un desconocido, alegando que los calcetines encontrados cerca del río Hewitson sólo parecían ser demasiado grandes porque habían estado saturados de agua y que la huella encontrada cerca del lugar podría pertenecer a su atacante, aunque no se encontraron signos de lucha en la escena.
El programa también sugirió que Calayca fue víctima de un crimen oportunista, ya que su origen étnico podría haber hecho creer a un extraño que era una mujer indígena, lo que habría llevado a un transeúnte a atacarla, como ha ocurrido en tramos remotos de carretera en otros lugares de Canadá, como la Autopista de las Lágrimas; o que la policía podría haberla invitado a subir a un vehículo y luego haberla abandonado en un lugar remoto, de forma similar al trato que reciben los indígenas víctimas de los "tours a la luz de las estrellas" en Saskatoon.
La OPP no sospecha que Calayca fuera víctima de un crimen.

### Áreas de búsqueda incompletas
Jeff Hasse, voluntario de la organización sin ánimo de lucro Search, Rescue, and Recovery Resources of Minnesota (Recursos de Búsqueda, Rescate y Recuperación de Minnesota), declaró en una entrevista en marzo de 2009 que creía que los voluntarios habían localizado los restos de Calayca durante una búsqueda realizada en noviembre de 2008 en el parque provincial de Rainbow Falls. Durante esta búsqueda financiada con fondos privados, seis perros rastreadores de cadáveres indicaron la presencia de restos humanos en un lugar del río Hewitson, pero la velocidad y la profundidad del agua hicieron imposible una investigación más exhaustiva.
Al justificar la participación de la OPP en la búsqueda de junio de 2008 en el parque nacional de Rainbow Falls, el sargento de la OPP Eric Luoto declaró que, a pesar de la vigilancia aérea realizada durante la búsqueda inicial, había una serie de grandes grietas en la zona que sólo podían inspeccionarse por tierra y en las que sólo debían entrar profesionales cualificados. El bombero voluntario y miembro del equipo de búsqueda Matt Borutski ha defendido la hipótesis de la desgracia, señalando que algunas secciones del bosque son tan densas que si una persona quedara inmovilizada la masa de vegetación circundante sería suficiente para mantener su cuerpo erguido, ocultándolo de la vista.
Esta noción fue reforzada por el agente de la OPP Greg Beazley, que también participó en la búsqueda y dijo a los periodistas en ese momento que la vegetación era "tan espesa que si tropiezas, no te caes". Borutski también cuestionó la eficacia de los aviones en la búsqueda, señalando que a veces un helicóptero de la policía estaría directamente encima de él pero la cubierta de árboles impedía que el helicóptero viera a ninguno de los buscadores en tierra y viceversa. Pat Halonen, que ayudó a organizar la primera búsqueda voluntaria de Calayca, declaró posteriormente a los periodistas que la cantidad de hojas en las copas de los árboles había bloqueado la línea de visión de los buscadores aéreos con el suelo, y que la importante cantidad de hojas en el suelo del bosque creaba incluso dificultades a los voluntarios que buscaban la zona a pie.
Don Webster, ex sargento de policía y Coordinador Provincial de Búsqueda y Rescate de la OPP durante nueve años, declaró en una entrevista en 2021 que la falta de pruebas en la búsqueda inicial de Calayca sugiere que pudo haber desafiado las expectativas y cubierto más terreno del que los equipos de búsqueda creían que podía cubrir un excursionista, lo que explica por qué sus esfuerzos de búsqueda no pudieron localizar sus restos. También propuso que la ausencia de pistas podría indicar que fue secuestrada, ya que esto tampoco produciría el tipo de pruebas que suelen dejar los excursionistas perdidos.